# Santuario di Nostra Signora di Madhu
Il santuario di Nostra Signora di Madhu è un santuario mariano cattolico situato nella diocesi di Mannar, nello Sri Lanka.
Fondato nel XVII secolo, custodisce l'immagine della Beata Vergine Maria, molto venerata sia dai cattolici tamil sia dai cattolici cingalesi: nel 1924 fu ufficialmente incoronata da parte di un legato di papa Pio XI.
Il santuario è un simbolo di unità, non solo tra i cattolici, ma anche tra i protestanti e i fedeli di altre religioni. I grandi pellegrinaggi del 2 luglio e del 15 agosto attirano circa 600.000 fedeli cristiani, buddisti, indù e musulmani.
Situato al centro della zona in cui infuriò la guerra civile terminata nel 2009, il santuario ha ospitato, durante il conflitto, un campo di rifugiati. La chiesa stessa è stata bombardata più volte.